# 吳德潚
吳德潚（1848年—1900年），字筱村，四川达县人（今平昌县白衣庵），祖籍为江西宜黄县岱六都之上潆溪（今梨溪镇官坪村新屋下）。清朝官員，维新派人士。

## 生平
吴德潚是清同治十二年（1873年）舉人（此處《清史稿》誤記為“進士”）。與梁啟超、譚嗣同、黃遵憲、汪康年等人皆有往來，曾為上海強學會发起人之一。光绪二十二年（1896年）参与創辦《時務報》。同年（1896年）选浙江西安县知县，至省即调署山阴县，二年调钱塘县，三年回本任西安县知县。
光緒二十六年（1900年）七月，爆發庚子衢州教案，衢州人羅楠、周德崇等率眾湧入縣城，拆毀教堂，吳德潚為保護教會，和英國教士湯明心連同子孫、幕友、家丁等數十人被處死。
《清史稿·卷四百九十五·列传二百八十二》稱其人，
吴德潚，字筱村，四川达县人，性至孝。博极群书，以进士用知县。庚子年，任浙江，西安、北京拳乱起，江山县土匪以仇教为名，连陷江山、常山，县人咸欲应之，德潚谓北事未定，洋人必不宜歼。有罗楠者，素健讼，德潚尝严惩之，久含恨。结都司周之德，挟众指德潚袒洋教，劫德潚缚道署辕门，尽镊须发，以利刃攒刺，洞腹死，德潚骂不绝口。子仲韬驰哭尸下，又杀之，并入县署杀全家四十馀口。事定，恤如例。
其友人林紓为悼念他，特作传奇剧本《蜀鵑啼》。初刊於《小說月報》第八卷四號、五號，後商務印書館出版單行本。

## 家庭
- 长子：吳以楩（一字樵，即吴樵）
- 次子：吳以棨
- 季子：吳以柬

## 延伸阅读
[在维基数据编辑]
 《清史稿·卷495》，出自趙爾巽《清史稿》